# Jablonov
Jablonov je obec na Slovensku v okrese Levoča. V roce 2013 zde žilo 997 obyvatel. První písemná zmínka o obci pochází z roku 1249.